# A.E. Perkins House
Das A.E. Perkins House ist ein Wohnhaus in Jacksboro im Campbell County, Tennessee und als Baudenkmal im National Register of Historic Places (NRHP) eingetragen.
Das Haus wurde um 1850 auf einem Steinfundament errichtet und überschaute 80 Hektar Farmland. Es wurde im Jahr 1930 umfangreich umgestaltet und erhielt ein Äußeres im Stile der Colonial-Revival-Architektur. Seit dem 8. Dezember 1997 ist das A.E. Perkins House im NRHP verzeichnet.